# Otterlo
Otterlo is een esdorp in de Nederlandse gemeente Ede, provincie Gelderland. Het dorp en het omliggende buitengebied had in 2023 2.180 inwoners.
Op 1 januari 1812 werd Otterlo als zelfstandige gemeente van Ede afgesplitst. Onder deze gemeente vielen ook de dorpen Deelen en Harskamp en de buurtschappen Eschoten, Hoog-Baarlo, Mossel, Nieuw-Reemst, Oud-Reemst en Westeneng (bij Harskamp). Bij het kadaster is dit gebied nog steeds bekend als kadastrale gemeente Otterlo. Op 1 januari 1818 werd de gemeente alweer bij Ede gevoegd. In tegenstelling tot andere dorpen in de gemeente Ede heeft Otterlo een laag percentage bevindelijk gereformeerden. Dit blijkt ook uit het stemgedrag, in de gemeenteraadsverkiezingen van 2022 was Gemeente Belangen veruit de grootste partij in Otterlo.
In 2005 werd het 1150-jarig bestaan van het dorp Otterlo gevierd.

## Herkomst van de naam
Het voorvoegsel Otter (vroeger Utter) komt van het zoogdier zelf. Het achtervoegsel lo, afgekort van loo, is een historische benaming voor een bos.
De naam van de plaats Otterlo werd in het verleden ook wel geschreven als Otterloo. Deze twee namen werden afwisselend gebruikt. Dit is nog terug te zien op oude ansichtkaarten.

## Tweede Wereldoorlog
Tijdens de eerste vier jaren van de oorlog is Otterlo relatief ongeschonden gebleven. Het verzet van Otterlo maakte gebruik van een geheime telefoonverbinding vanuit het elektriciteitshuisje, dat in 2021 nog steeds achter kapper Prophitius aan de dorpsstraat staat, om te communiceren met o.a. de geallieerden aan de andere kant van de Rijn (1944/1945). Tijdens de oorlog hebben meerdere mensen geholpen met het laten onderduiken van joden. Eén locatie werd echter verraden (de dader is altijd onbekend gebleven), waardoor er in oktober 1944 een razzia plaatsvond in het huisje bij 'De Lindenhof' aan de Hoenderloseweg.
Tijdens de bevrijding in april 1945 is Otterlo het toevallige middelpunt geworden van een omvangrijk en bloedig gevecht tussen Duitse en Britse en Canadese soldaten. Zie de Slag om Otterlo.

## Bezienswaardigheden
Vlak bij Otterlo ligt het Nationaal Park De Hoge Veluwe. In Otterlo bevindt zich een van de ingangen van dit park. Het in het park gelegen Kröller-Müller Museum, genoemd naar Helene Kröller-Müller, heeft een aanzienlijke collectie schilderijen van onder andere Vincent van Gogh, alsmede een gerenommeerde collectie beeldhouwkunst in het Beeldenpark van het Kröller-Müller Museum. in het Nationaal Park bevindt zich ook het Museonder. Daarnaast bevindt zich in Otterlo het Nederlands Tegelmuseum. Het Rode Kruismonument aan de Harskamperweg herinnert aan de massale evacuaties na het mislukken van de Operatie Market Garden in 1944.
Langs de Planken Wambuisweg richting Ede bevindt zich het Uitkijkpunt Valenberg.

## Geboren
- Evert van Milligen (1948), politicus en bestuurder
- Ewald Engelen (1963), financieel geograaf, politicus en publicist
- Nick de Bondt (1994), voetballer (speelde onder andere bij SV Otterlo)

## Foto's

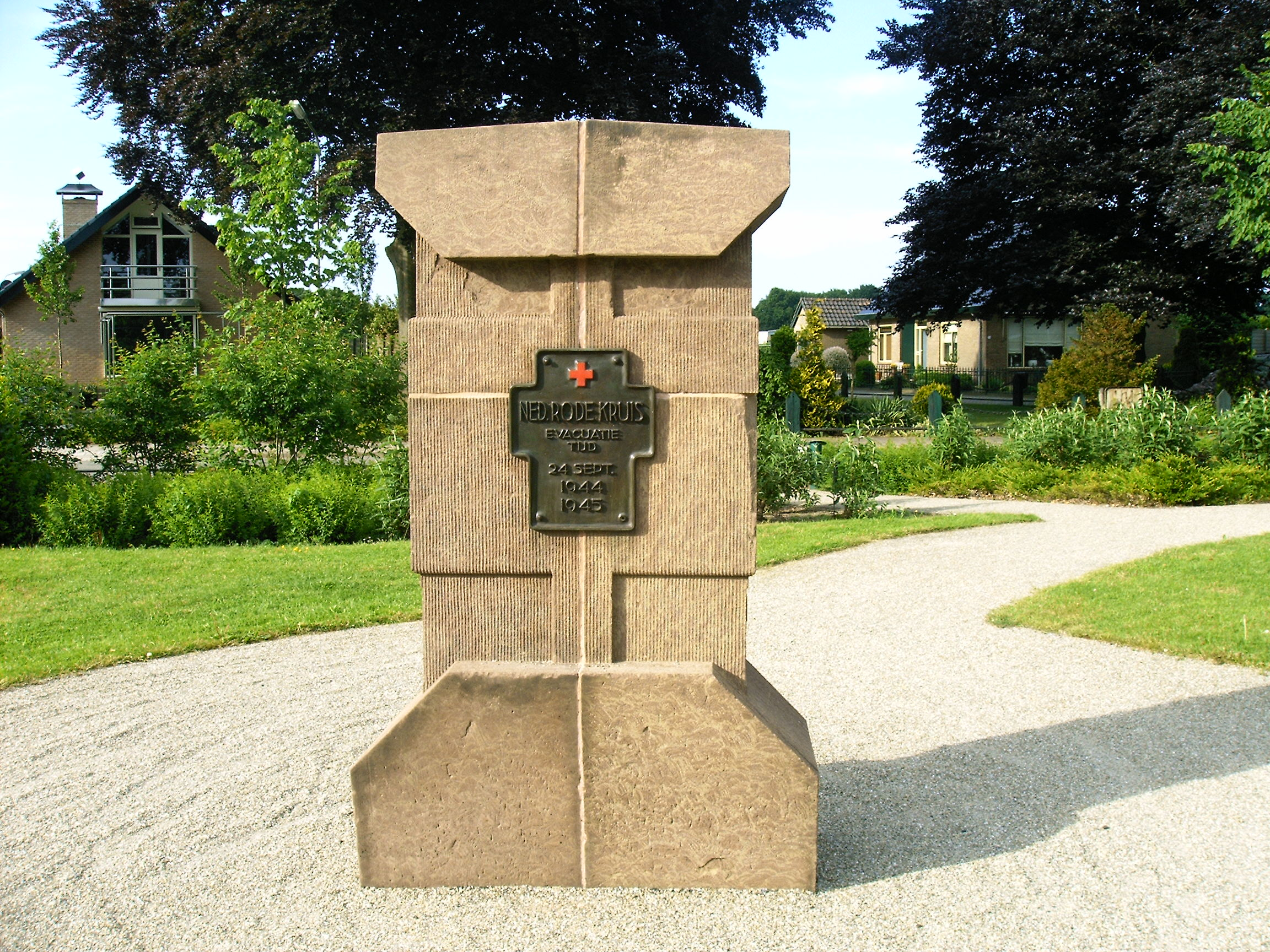
Monument voor de evacuatie door het Rode Kruis in 1944
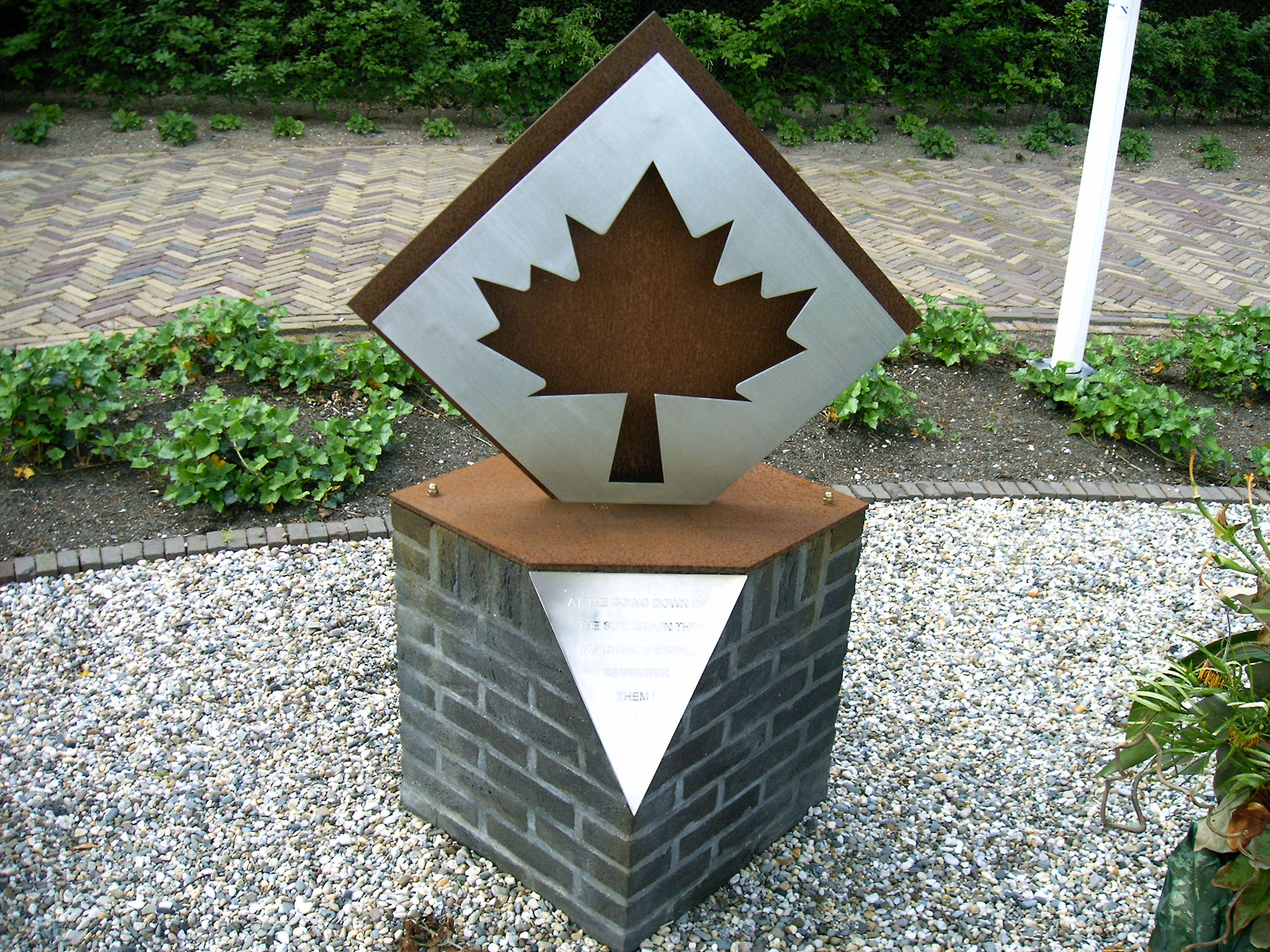
Monument voor de bevrijding van de Veluwe door het Canadese leger
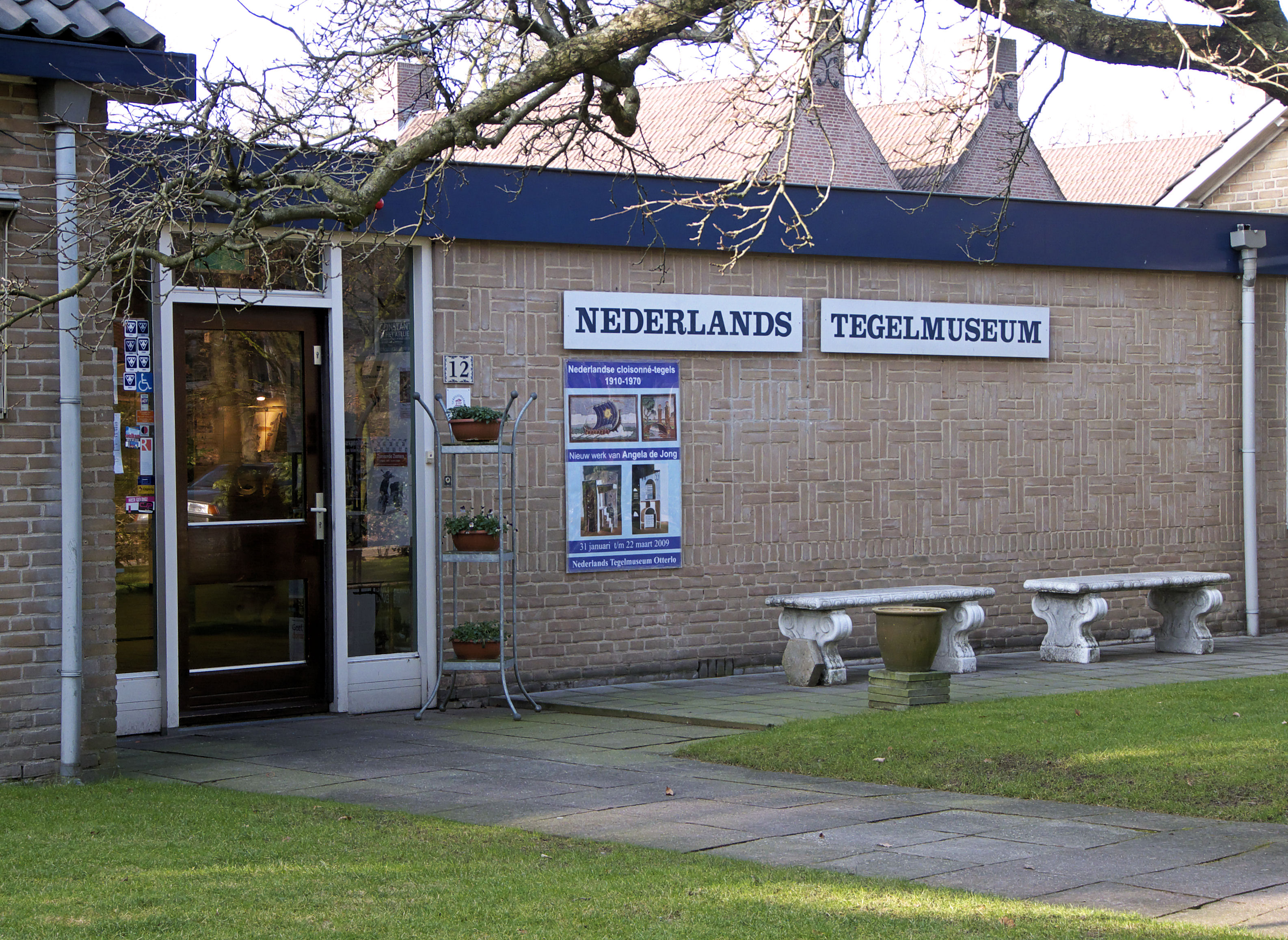
Ingang van het Tegelmuseum